# Осачук, Сергей Дмитриевич
Серге́й Дми́триевич Осачу́к (укр. Сергій Дмитрович Осачук; род. 7 июня 1972, Черновцы) — украинский историк, переводчик, общественный деятель. Кандидат исторических наук (1999).
Председатель Черновицкой областной государственной администрации с 22 ноября 2019 по 11 июля 2022 года.

## Биография
В 1994 году окончил исторический факультет Черновицкого государственного университета имени Юрия Федьковича. Кандидат исторических наук (1999).
С 1995 по 1996 год проходил стажировку в университетах Вены и Мюнхена.
Осачук работал в Центре буковиноведения Черновицкого университета. Он является автором и издателем ряда монографий по истории края, межэтнических отношений.
Был заместителем директора ОАО «Завод «Металлист».
С 2013 года — почётный консул Австрии в Черновцах.

## Общественно-политическая деятельность
В 2010 году — кандидат в депутаты Черновицкого городского совета от партии «Единство», к раде не прошёл.
Советник мэра Черновцов по вопросам культурной политики и международных отношений на общественных началах.
Работал советником городского головы Черновцов Алексея Каспрука.
Руководит Черновицкой городской ОО «Родной город» и «Агентством регионального развития Черновицкой области».
С 22 ноября 2019 по 11 июля 2022 года — Председатель Черновицкой ОГА.
28 октября 2019 года Кабинет Министров поддержал назначение Осачука на должность председателя Черновицкой ОГА.

## Награды, почетные звания
- Благодарность председателя областной государственной администрации (2017)
- Почётный знак областной государственной администрации «Во славу Буковины» (2018)
- юбилейная награда областной государственной администрации «100 лет Буковинском вече» (2019)[3][13]